# Josip Godeassi
Josip Godeassi (tal. Giuseppe Godeassi) (Medea, Furlanija, 31. kolovoza 1788. – Zadar, 5. rujna 1861.), talijanski svećenik, splitsko-makarski biskup (1840. – 1843.) i zadarski nadbiskup i metropolit (1843. – 1861.).
Gimnaziju je završio u Goriziji, a studij bogoslovnih nauka u Udinama. Za svećenika je zaređen 1812. godine. U periodu od 1814. do 1830. obnašao je dužnost župnika u raznim mjestima, da bi 1830. godine bio imenovan savjetnikom za bogoštovlje i javnu nastavu pri pokrajinskoj vladi u Zadru.
Godine 1840. papa Grgur XVI. imenovao ga je novim splitsko-makarskim biskupom, ali već je nakon dvije godine, carskom odlukom imenovan zadarskim nadbiskupom i metropolitom.
Nakon pada apsolutizma u Habsburškoj Monarhiji, podupirao je dalmatinske autonomaše.